# Kallahalli, Alur
Kallahalli là một làng thuộc tehsil Alur, huyện Hassan, bang Karnataka, Ấn Độ.